# Pruchna (stacja kolejowa)
Pruchna – stacja kolejowa w Pruchnej, w województwie śląskim, w Polsce. Znajduje się na wysokości 263 m n.p.m.

## Ruch pasażerski
| Rok  | Wymiana pasażerska na dobę |
| ---- | -------------------------- |
| 2017 | 0-9                        |
| 2022 | 10-19                      |

## Historia
Stacja kolejowa została otwarta w 1855 roku na trasie austriackiej Kolei Północnej. Został wybudowany wówczas piętrowy dworzec. W obiekcie zlokalizowana została poczta, restauracja oraz mieszkania pracowników kolei. Od lutego do kwietnia 1945 roku na terenie miejscowości miały miejsce działania wojenne. Wówczas dworzec został całkowicie zniszczony. Po zakończeniu II wojny światowej odbudowano tory i wybudowano tymczasowe drewniane baraki mieszczące ogrzewaną poczekalnię, kasę biletową oraz pomieszczenia dyżurnego ruchu oraz zawiadowcy stacji. Nowy obiekt dworcowy został wybudowany w 1980 roku. Zlokalizowana została w nim poczekalnia i kasy biletowe. W późniejszym okresie został zamknięty. Dworzec jest systematycznie dewastowany. W późniejszym okresie został wybudowany peron przez Przedsiębiorstwo Robót Kolejowych i Inżynieryjnych S.A. we Wrocławiu. Z powodu braku odpowiedniego przejścia między peronami pociągi pasażerskie zatrzymują się przy niewyremontowanym peronie. Peron jednak bywa wykorzystywany w sytuacji ograniczenia przepustowości peronu pierwszego. W ramach planowanej na lata 2021-2024 modernizacji trasy kolejowej planowana jest degradacja stacji do roli przystanku osobowego. Na stacji kolejowej zatrzymują się pociągi samorządowego przewoźnika Koleje Śląskie.